# Državna cesta D217
D217 je državna cesta u Hrvatskoj. Ukupna duljina iznosi 16,3 km.